# Cementerio y monumento estadounidense de Manila
El Cementerio y monumento estadounidense de Manila se encuentra en el Fuerte Bonifacio, en el área metropolitana de Manila, Filipinas.
El cementerio, posee 152 acres (62 ha) o 615.000 metros cuadrados de superficie, está situado en una meseta prominente, visible a distancia desde el este, sur y oeste. Con un total de 17.206 tumbas, tiene el número más grande de sepulturas de cualquier cementerio de personal estadounidense muerto durante la Segunda Guerra Mundial y tiene además personas fallecidas de Filipinas y otras naciones aliadas. Gran parte del personal cuyos restos están enterrados o representados fueron asesinados en Nueva Guinea, o durante la Batalla de las Filipinas (1941-1942) o en la reconquista aliada de las islas. Las lápidas son de mármol y están alineadas en once parcelas que forman un patrón generalmente circular, situadas entre una amplia variedad de árboles tropicales y arbustos.